# Former Lives

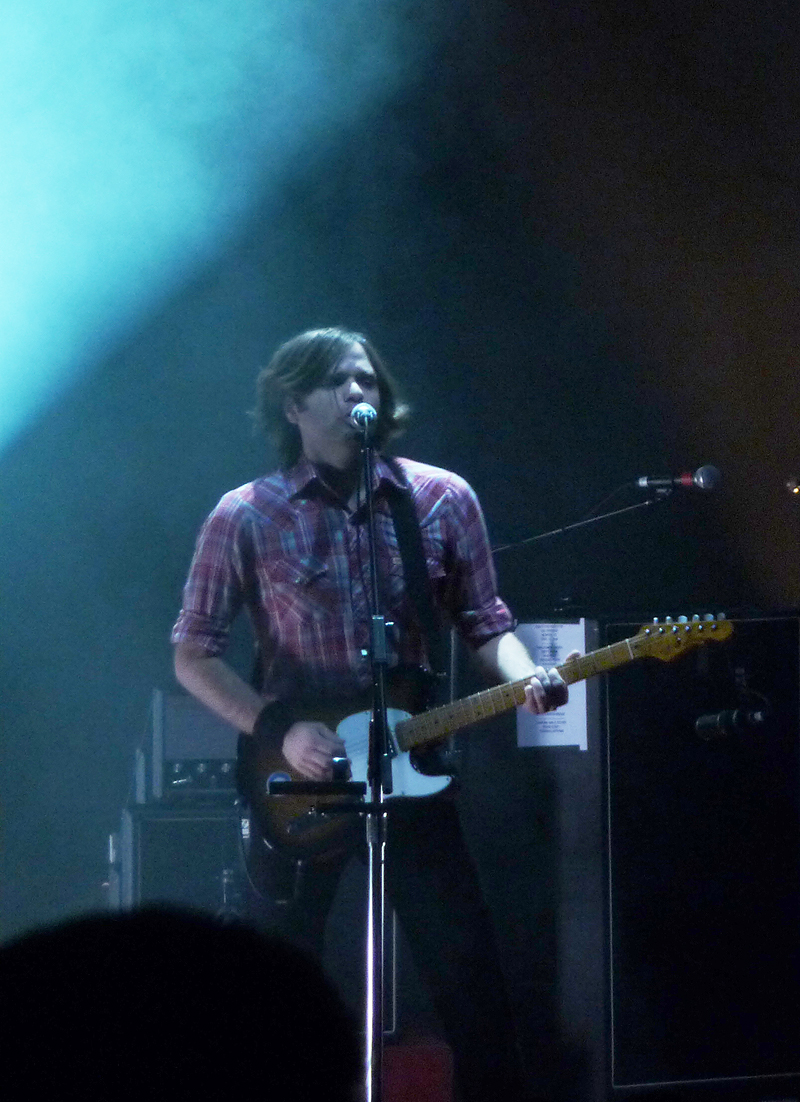
Ben Gibbard 2009

Former Lives ist das erste Solo-Album von Singer-Songwriter Ben Gibbard, Frontman von Death Cab for Cutie.
Es wird am 16. Oktober auf dem Independent-Label Barsuk Records in den USA sowie am 17. Oktober in Europa über City Slang, in Japan am 15. Oktober über Big Nothing Records und am 12. Oktober über Spunk Records in Australien veröffentlicht. Es ist jedoch schon seit dem 9. Oktober 2012 auf dem offiziellen YouTube-Channel des Labels sowie Soundcloud zu hören.

## Entstehung und Stil
Der Stil lehnt sich an die Alben von Death Cab for Cutie an, welche auch besonders durch die Stimme Gibbards geprägt sind. Viele der Songs entstanden im Laufe der Jahre, haben es aber nie auf ein Death Cab for Cutie Album geschafft. Dabei sind es keineswegs nur aussortierte B-Seiten, sondern Songs, die musikalisch nicht auf eins ihrer Alben passten oder Notizen, die bis jetzt nie vertont wurden. Sie tauchten jedoch hin und wieder auf den Konzerten auf. Bis auf ein paar wenige Songs hat er alles alleine eingespielt. Er traf sich mit dem Produzenten Aaron Espinoza, wann immer er Zeit fand, so dass über die Monate ein komplettes Album entstand. Dementsprechend folgt es keinem bestimmten Konzept, sondern ist ein Mix aus dem musikalischen Leben Ben Gibbards.

## Trackliste
1. Shepherd's Bush Lullaby
2. Dream Song
3. Teardrop Windows
4. Bigger Than Love
5. Lily
6. Something's Rattling (Cowpoke)
7. Duncan, Where Have You Gone?
8. Oh, Woe
9. Hard One to Know
10. Lady Adelaide
11. Broken Yolk in Western Sky
12. I'm Building A Fire

## Kritik
Für Nick Catucci vom Rolling Stone bietet das Album „perfekt gemachter Herzschmerz“ und vergibt 3,5 von 5 Punkten.